# Hr.Ms. Witte Zee (1939)
De Hr.Ms. Witte Zee (HMV 1) was een Nederlands boeienschip. Het schip was gebouwd als IJM 167 door de Duitse scheepswerf Reichswerft te Wilhelmshaven. Het schip werd gevorderd als gevolg van het afkondigen van de mobilisatie op 29 augustus 1939. Nadat het schip was omgebouwd tot boeienschip 1 werd het op 19 september 1940 in dienst genomen.
De Witte Zee was een van in totaal tien trawlers die in augustus/september 1939 zijn gevorderd. De andere negen trawlers waren: Amsterdam, Aneta, Azimuth, Alkmaar, Bloemendaal, Ewald, Hollandia, Maria R. Ommering en de Walrus.
Na de val van Nederland werd de Witte Zee door de Duitse strijdkrachten in dienst genomen. Gedurende de Tweede Wereldoorlog ging het schip verloren.